# Miami Shores
Miami Shores es una villa ubicada en el condado de Miami-Dade en el estado estadounidense de Florida. En el Censo de 2010 tenía una población de 10.493 habitantes y una densidad poblacional de 1.067,55 personas por km².

## Geografía
Miami Shores se encuentra ubicada en las coordenadas 25°52′1″N 80°10′42″O / 25.86694, -80.17833. Según la Oficina del Censo de los Estados Unidos, Miami Shores tiene una superficie total de 9.83 km², de la cual 6.48 km² corresponden a tierra firme y (34.04%) 3.35 km² es agua.

## Demografía
Según el censo de 2010, había 10.493 personas residiendo en Miami Shores. La densidad de población era de 1.067,55 hab./km². De los 10.493 habitantes, Miami Shores estaba compuesto por el 68.11% blancos, el 23.82% eran afroamericanos, el 0.3% eran amerindios, el 2.57% eran asiáticos, el 0.09% eran isleños del Pacífico, el 2.34% eran de otras razas y el 2.76% pertenecían a dos o más razas. Del total de la población el 30.64% eran hispanos o latinos de cualquier raza.

## Educación
Las Escuelas Públicas del Condado de Miami-Dade gestiona las escuelas públicas. Escuela Secundaria Miami Central sirve a Miami Shores.